# کوین لاو
کوین وسلی لاو (به انگلیسی: Kevin Wesley Love) زاده ۱۹۸۸ در سنتا مونیکا، کالیفرنیا، بسکتبالیست حرفه‌ای آمریکایی است.
این ملی‌پوش تیم ملی بسکتبال مردان آمریکا اکنون در تیم کلیولند کاوالیرز بازی می‌کند.
او در سال ۲۰۱۴ به تیم کلیولند کاوالیرز آمد تا در کنار لبران جیمز و اروینگ این تیم را به یکی از مدعیان قهرمانی تبدیل کنند.